# Kia Pegas
Kia Pegas – samochód osobowy klasy miejskiej produkowany pod południowokoreańską marką Kia od 2017 roku.

## Historia i opis modelu

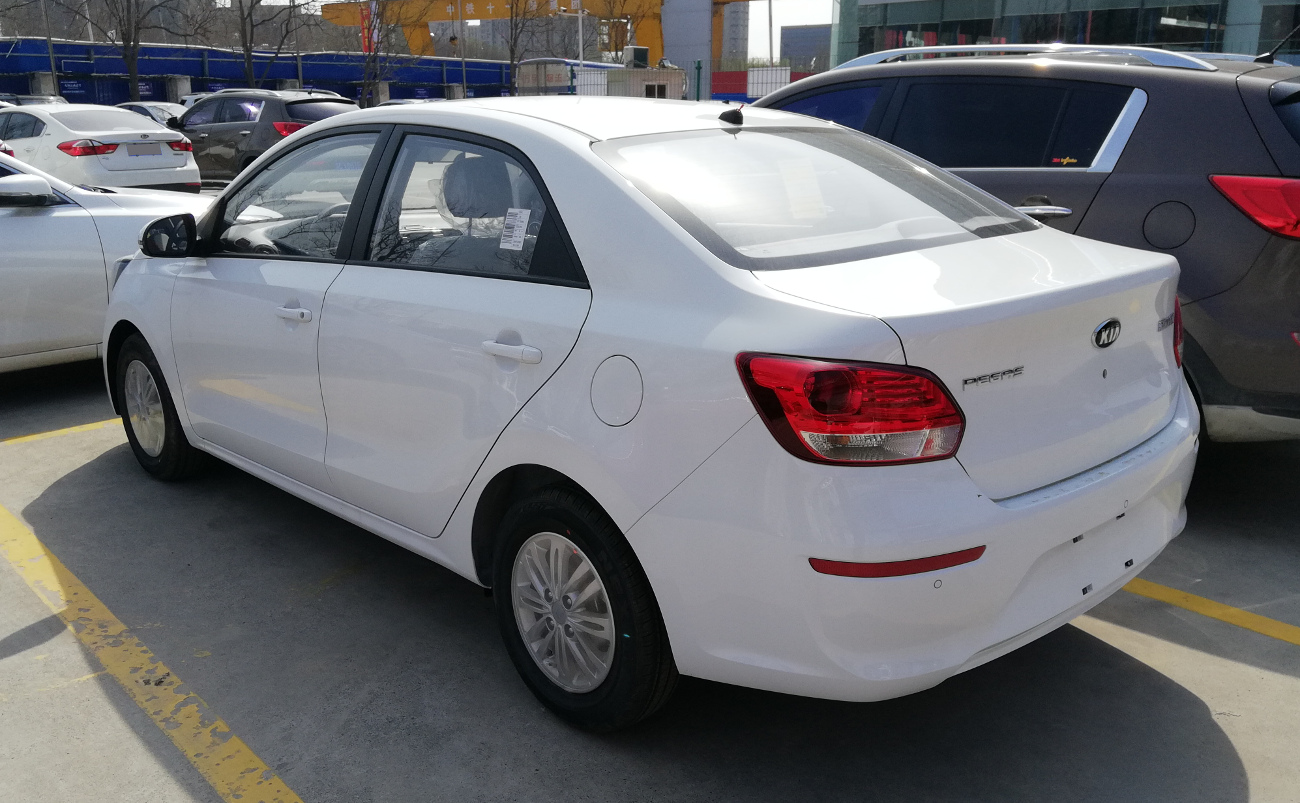
Kia Pegas - tył

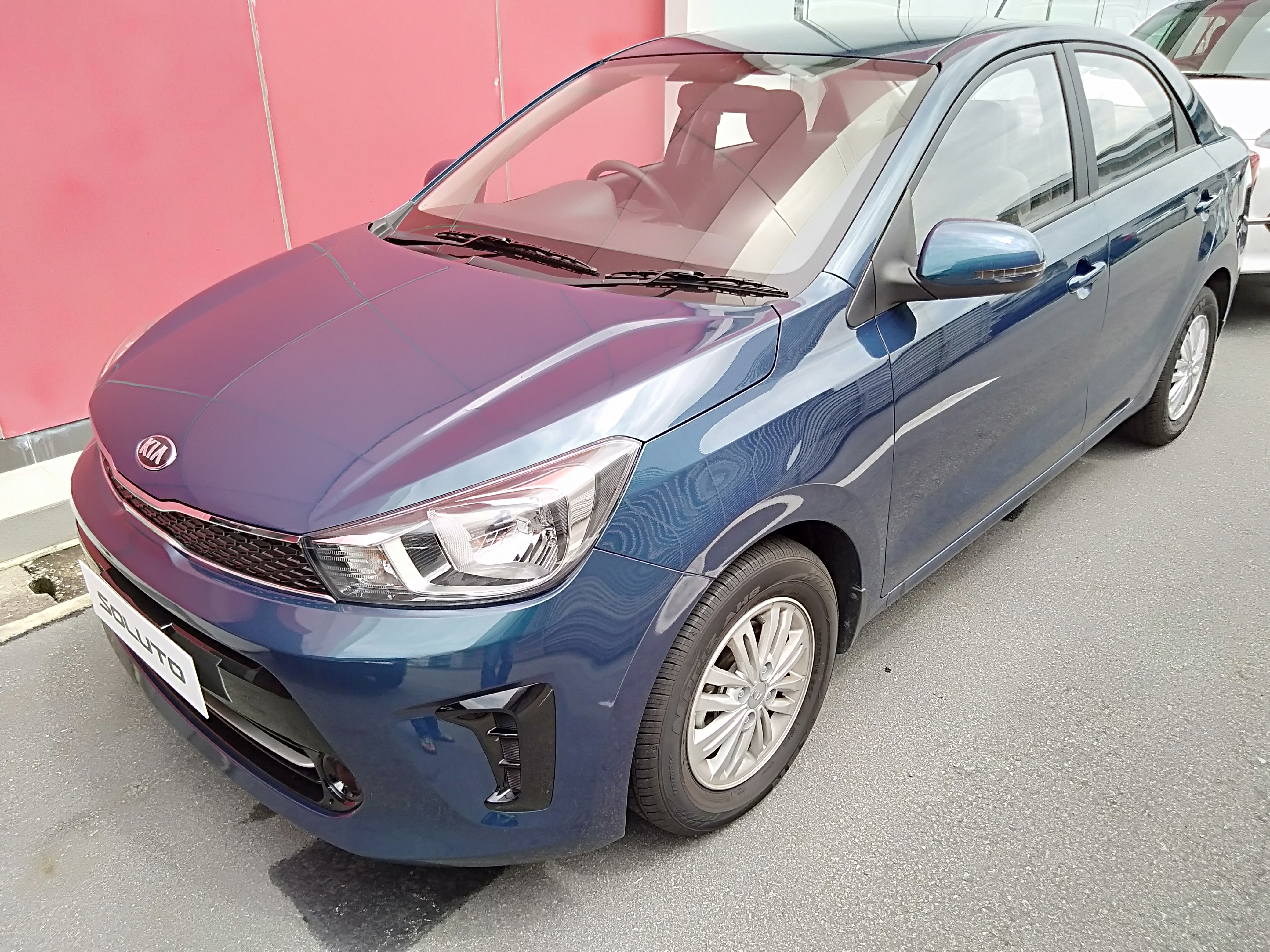
filipińska Kia Soluto

W kwietniu 2017 roku podczas wystawy samochodowej w Szanghaju chiński oddział Kii przedstawił gamę nowych modeli opracowanych specjalnie z myślą o tym rynku, wśród których znalazł się także niewielki sedan Pegas. 
Samochód uplasował się w chińskiej gamie jako najmniejszy i najtańszy sedan współdzielący platformę z podobnej wielkości modelem Hyundai Reina. Pas przedni Pegasa zyskał stylistykę podobną do europejskiego wariantu Kii Rio, z wąską atrapą chłodnicy i strzelistymi, agresywnie zarysowanymi reflektorami.

### Sprzedaż
W ciągu pierwszego roku produkcji Kia Pegas była samochodem oferowanym i produkowanym wyłącznie z myślą o rynku chińskim, jednak w 2018 roku producent zmienił swoją politykę wprowadzając go do sprzedaży także w Egipcie.
W 2019 roku rozpoczęto dalszą ekspansję rynkową pod nazwą Kia Soluto. Pod nią pojazd trafił do oferty na Filipinach i w Wietnamie, a także na wybranych rynkach Ameryki Południowej jak Chile, Peru czy Kolumbia.
Poza cywilnym wariantem, od sierpnia 2019 roku Kia Soluto jest oferowana w Kolumbii także jako model przeznaczony dla korporacji taksówkarskich jako druga generacja lokalnej linii modelowej Kia Sephia Taxi.

### Silnik
- L4 1.4l Kappa